# Erythroxylum rimosum
Erythroxylum rimosum är en tvåhjärtbladig växtart som beskrevs av Otto Eugen Schulz. Erythroxylum rimosum ingår i släktet Erythroxylum och familjen Erythroxylaceae. Inga underarter finns listade i Catalogue of Life.